# Andrena rothneyi
Andrena rothneyi là một loài Hymenoptera trong họ Andrenidae. Loài này được Cameron mô tả khoa học năm 1897.